# Коппер, Кали
Кали Коппер (англ. Kahleah Copper; род. 28 августа 1994 года, Филадельфия, Пенсильвания, США) — американская профессиональная баскетболистка, которая выступает в женской национальной баскетбольной ассоциации за клуб «Финикс Меркури». Была выбрана на драфте ВНБА 2016 года в первом раунде под общим седьмым номером клубом «Вашингтон Мистикс». Играет на позиции атакующего защитника и лёгкого форварда.
В составе национальной сборной США выиграла Олимпийские игры 2024 года в Париже, а также чемпионат мира 2022 года в Австралии.

## Ранние годы
Кали родилась 28 августа 1994 года в городе Филадельфия (штат Пенсильвания), дочь Летиции Коппер, у неё есть три сестры, Летия, Латифа и Латтима, а училась она там же в средней школе Преп Чартер, в которой выступала за местную баскетбольную команду.